# Ларве (митологија)
Ларве (лат. larvae) су у римској митологији биле авети, односно душе покојника који су за живота били зли. Замишљане су као ружне и мршаве сподобе које лете ноћу и људима на раскршћу наносе зло. Оне доносе лудило и муче како живе, тако и мртве. Сродне су манијама, а понекад се изједначују са лемурима.